# Rhodesiella serrata
Rhodesiella serrata är en tvåvingeart som beskrevs av Yang 2003. Rhodesiella serrata ingår i släktet Rhodesiella och familjen fritflugor. Inga underarter finns listade i Catalogue of Life.